# Ivan Sirakov
Ivan Sirakov (bulgariska: Иван Сираков) född 2 januari 1988 i Gorna Oriahovitza, nära Veliko Tarnovo, är en bulgarisk orienterare som har tävlat för Bulgarien i två världsmästerskap i orientering, 2007 och 2008. År 2007 vann han brons vid juniorvärldsmästerskapen.

## Karriär
Sirakov tävlade i juniorvärldsmästerskapen i orientering år 2007 i Dubbo i USA, där han lyckades vinna brons vid en sprinttävling, då han slutade 24 sekunder bakom segraren. Denna medalj var Bulgariens första någonsin i ett juniorvärldsmästerskap. I stafetten, där han var en del av Bulgariens lag, slutade Sirakov 7:a.
Vid världsmästerskapen i orientering 2007 i Ukrainas huvudstad Kiev representerade Sirakov Bulgarien, där landets stafettlag slutade på 18:e plats.
Medan han fortfarande var junior tävlade han år 2008 vid seniormästerskapen i Olomouc, där han missade finalen med bara några sekunder i kvalificeringsrundan.

## Utmärkelser
Sirakov utmärktes av Veliko Tarnovo stad till stadens sportperson år 2007.